# بابباييانيس (فلورينا)
بابباييانيس (Παππαγιάννης) هي مدينة في فلورينا في مقاطعة فوريا إلادا في اليونان.